# Colias alpherakii
Colias alpherakii is een vlindersoort uit de familie van de Pieridae (witjes), onderfamilie Coliadinae.
Colias alpherakii werd in 1882 beschreven door Staudinger.